# Ayoub Tabet
Ayoub Tabet (1884 - 1947) (tiếng Ả Rập:أيوب تابت) là một chính trị gia Liban theo đạo Tin Lành.

## Sự nghiệp chính trị
Tabet là tổng thống Liban dưới thời ủy trị của Pháp từ ngày 18 tháng 3 đến 22 tháng 7 năm 1943 để thay thế cho Alfred Naqqache. Ông cũng từng là quyền thủ tướng (30/1/1936-5/1/1937).
Ông còn là thư ký của "Phong trào Cải cách Beirut", trong đó có Salim Ali Salam và Petro Trad là những quan chức điều hành.